# Palacete de las Mendoza
El Palacete de las Mendoza es un edificio histórico situado entre la avenida de Santa María y la calle Arzobispo Malvar en el límite oeste del casco antiguo de Pontevedra capital en Galicia, España. En la actualidad es la sede del Patronato de Turismo Rías Bajas.

## Historia
En el solar del palacete se levantaba el castillo medieval de los Churruchaos (o de los arzobispos de Santiago) y las Torres Arzobispales, cuyo centro de interpretación (CITA) se sitúa en las proximidadades. En 1877 por medio de su venta, Soledad Méndez Núñez, hermana del célebre marino Casto Méndez Núnez, se hizo con la propiedad del solar, y encargó la construcción del palacete al arquitecto Alejandro Rodríguez Sesmero, autor también de los imponentes edificios del siglo XIX del Palacio de la Diputación Provincial y de la Casa Consistorial. Este arquitecto fue el encargado de planificar los nobles edificios de la capital de la provincia, una vez demolida la muralla medieval de la ciudad. La mansión fue construida entre 1878 y 1880.
El palacete fue el primer edificio de la ciudad que contó con la acometida de agua corriente en 1897. El arquitecto Sesmero fue el encargado de planificar el abastecimiento de agua corriente a la ciudad y a sus plazas, para lo que se instalaron varias fuentes de fundición decimonónicas de diseño francés, una de las cuales se sitúa muy cerca del Palacete. Fueron sus primeros moradores, su propietaria, Soledad Méndez Núñez, su hermana, María del Carmen Clara Méndez Núñez, el esposo de ésta, José Babiano Rodríguez, y la hija del matrimonio, que sería la notable pintora Carmen Babiano Méndez-Núñez. La vivienda pasó finalmente a la propiedad de María y Concepción Mendoza Babiano, hijas de Carmen Babiano Méndez-Núñez, implicadas en la cultura de la ciudad y que fueron las últimas en ocupar el palacio en el año 1971. Durante su residencia en el mismo, el palacete se convirtió en lugar de reuniones de importantes personalidades del momento.
El edificio sufrió un cierto abandono hasta que a mediados de la década de los años 1980, cuando en 1981 sirvió como uno de los escenarios principales para la grabación de la serie de televisión Los gozos y las sombras de Televisión Española. El palacete de las Mendoza es fácilmente reconocible en la serie como la casa de doña Mariana (Amparo Rivelles), aunque sólo se utilizaron sus exteriores, ya que las escenas interiores se rodaron en otro palacete de Madrid, cerca de la Calle de Alcalá.
Posteriormente en 1989 fue adquirido por una entidad bancaria, Caja Madrid, hasta que la Diputación Provincial de Pontevedra lo compró para ser la sede de Turismo Rías Baixas, siendo inaugurado para tal función el 28 de julio de 2004.
En 2015, el artista lucense Paco Pestana transformó el tronco y las ramas del viejo tejo seco de los jardines del Palacete de las Mendoza en una escultura viva mediante la colocación de unas bayas de 40 kilos de peso y 1,10 metros de altura como elementos artísticos sobre el esqueleto leñoso del tejo, con las que el artista pretendía que el viejo árbol fructificase como no lo había hecho nunca.

## Descripción
El edificio pertenece al estilo ecléctico imperante a finales del siglo XIX con elementos y concepción de inspiración en la arquitectura francesa. Consta de semisótano, planta baja y primer piso. En la planta baja se abre una puerta principal y cuatro vanos y en la planta superior cinco puertas balconeras. La parte superior de los vanos está decorada con motivos ornamentales. En la parte superior lo remata una cornisa con motivos circulares.
En la fachada se observan recercados neoclásicos en los vanos, con dinteles rematados en frontones triangulares en el segundo piso y en arco de círculo en el primero. La caja de ahorros que fue propietaria del edificio durante unos años reformó el interior y los salones que tenía en la planta baja, el salón de música, el comedor, el salón de té y la escalera imperial de madera, haciendo desaparecer todo para crear el patio de operaciones. El edificio es exento y está rodeado de jardines que realzan su arquitectura. 

## Cultura
A las fiestas diarias de las hermanas María y Concha Mendoza Babiano acudían los miembros más distinguidos de la sociedad pontevedresa de la época y los visitantes ilustres que venían a la ciudad o llegaban al puerto de Marín-Pontevedra. Durante varias décadas, las hermanas Mendoza recopilaron las recetas que pedían a sus invitados, recogían en sus viajes o recibían de sus amigos. Acabaron creando un inédito y valioso recetario privado para sus fiestas, con platos de todo el mundo. Estas recetas se publicaron a finales de 2021 en un libro titulado Las 1001 recetas del palacete de las Mendoza.

## Galería de imágenes

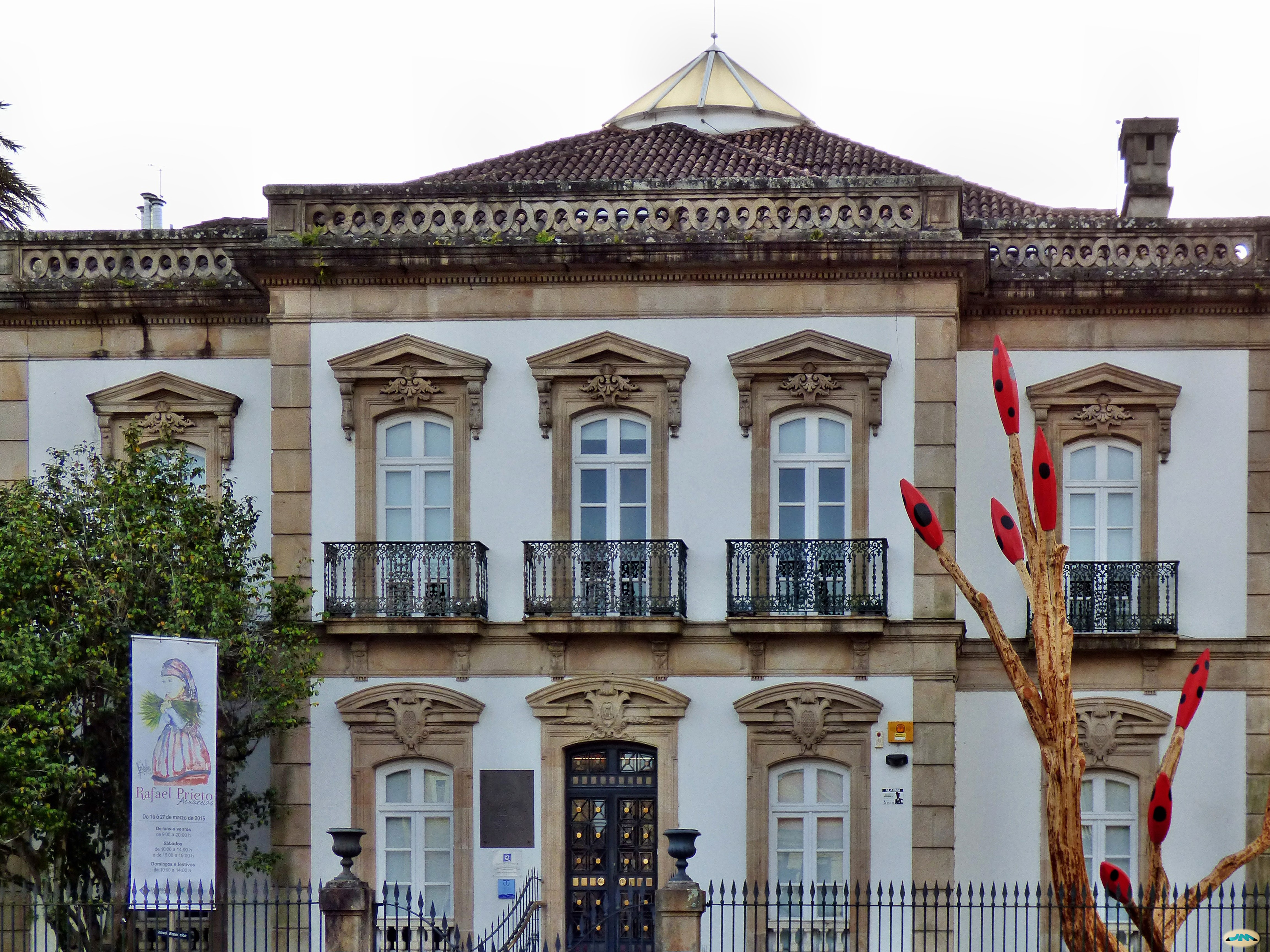
Fachada
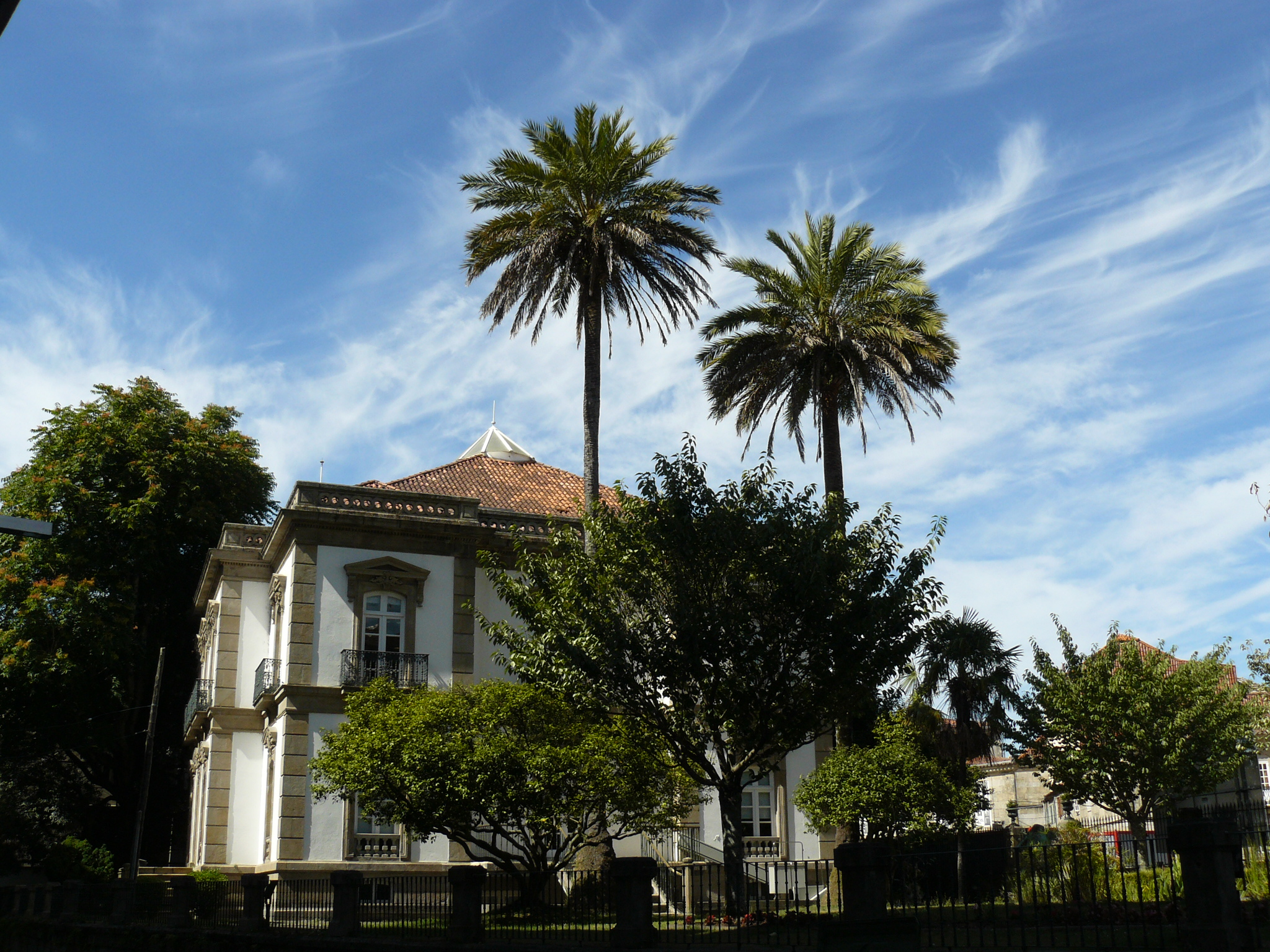
El palacete rodeado de jardines
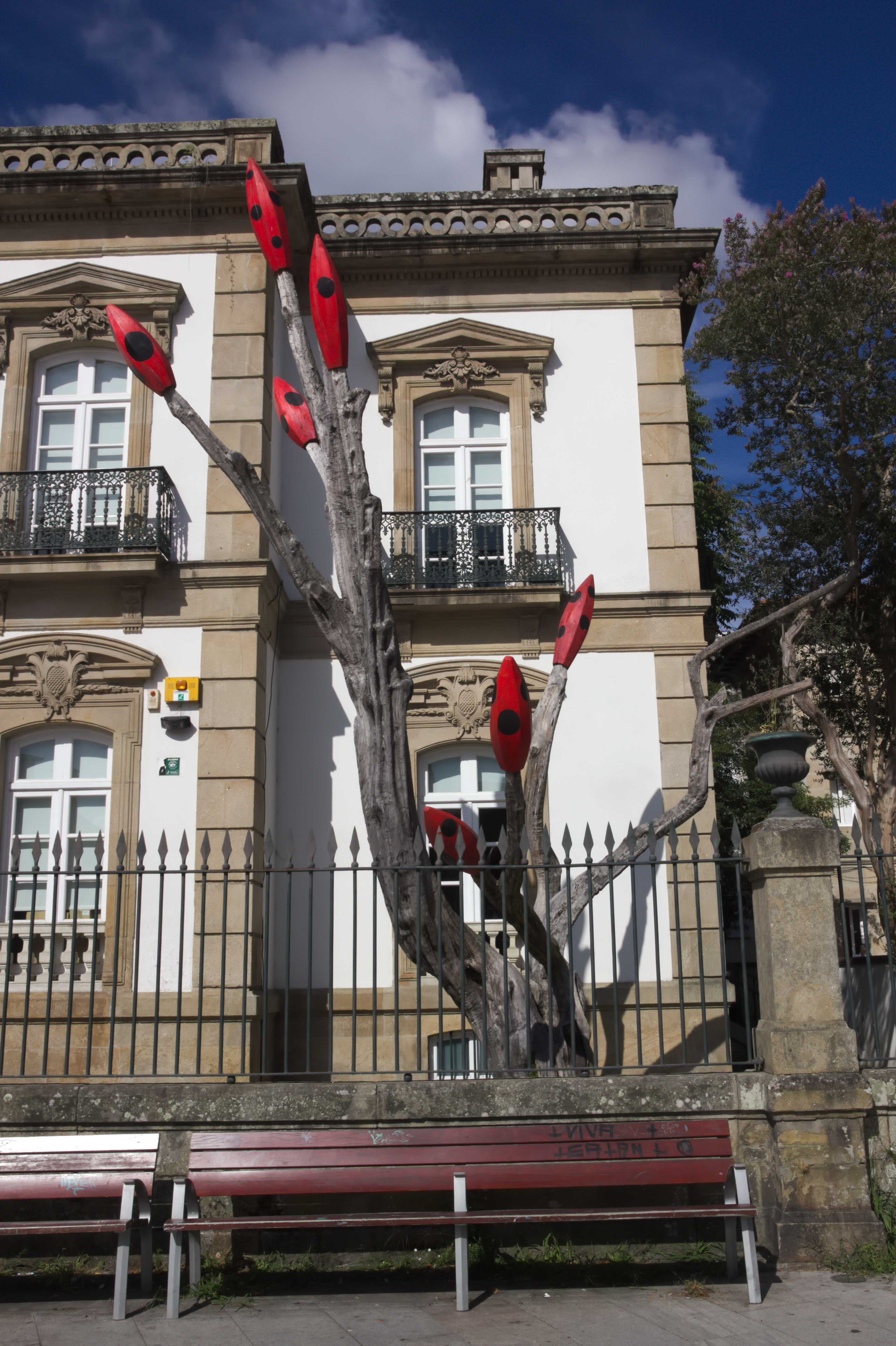
Tejo seco decorado
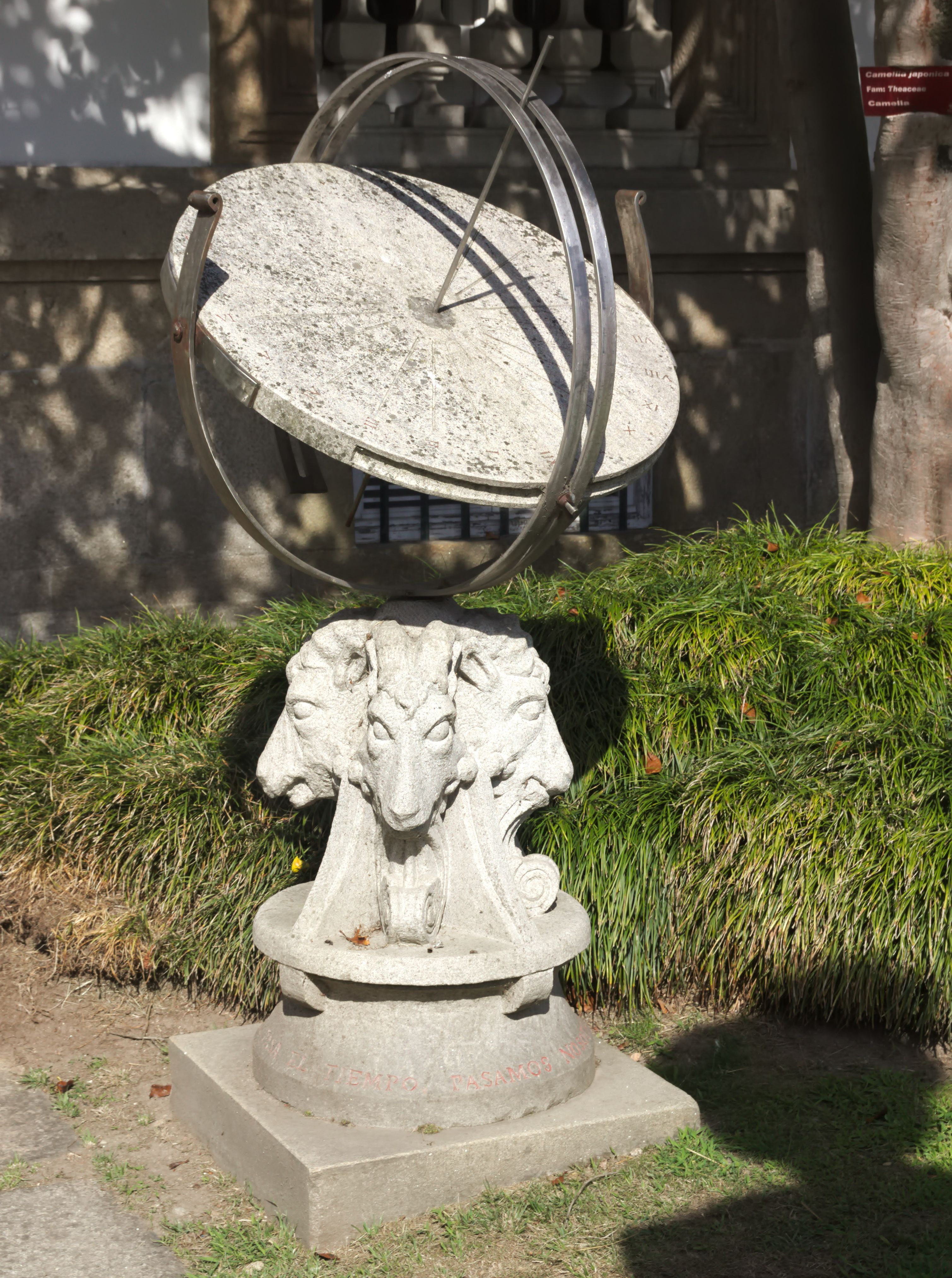
Reloj de sol en el jardín
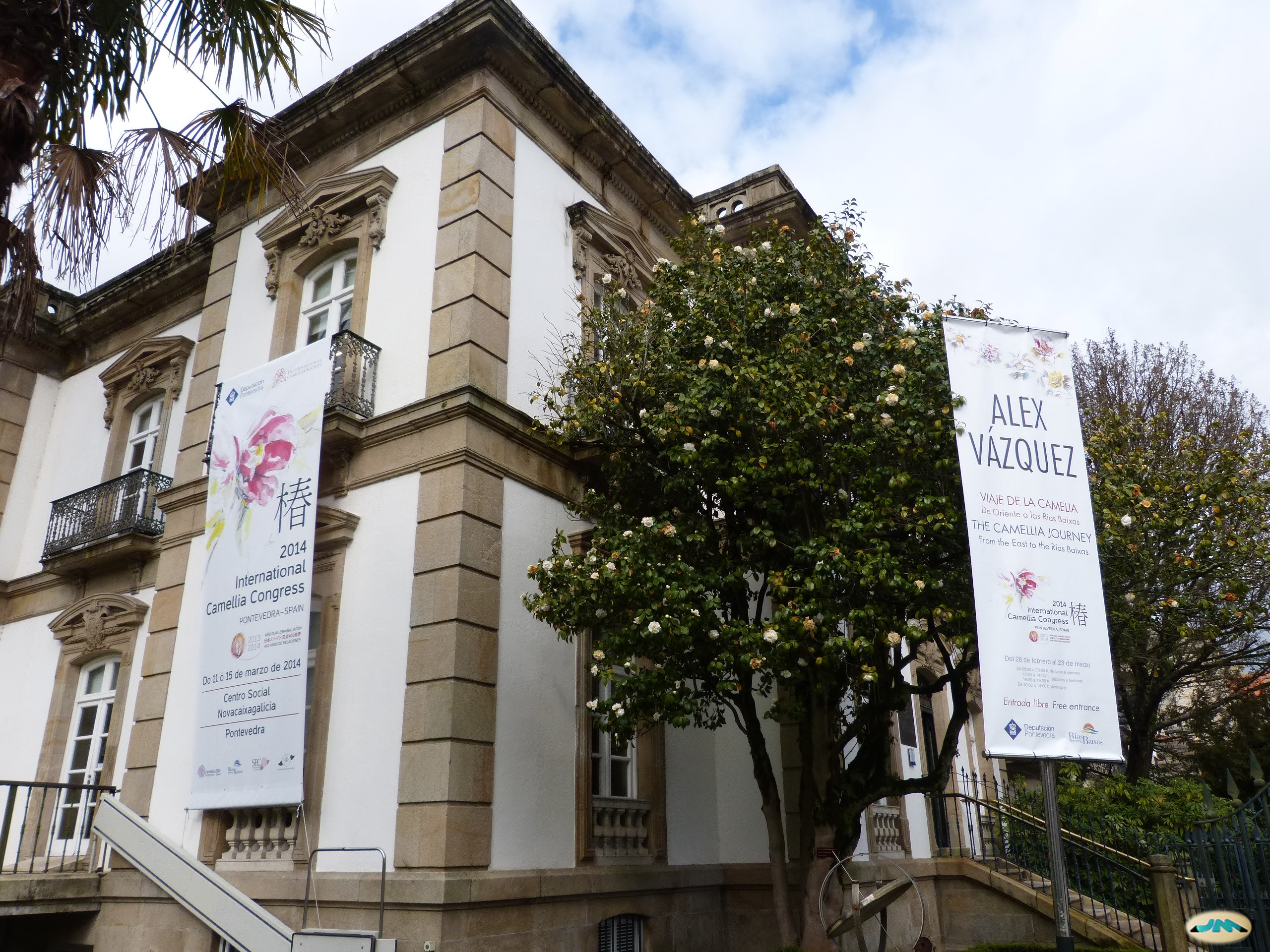
Congreso de la Camelia en 2014
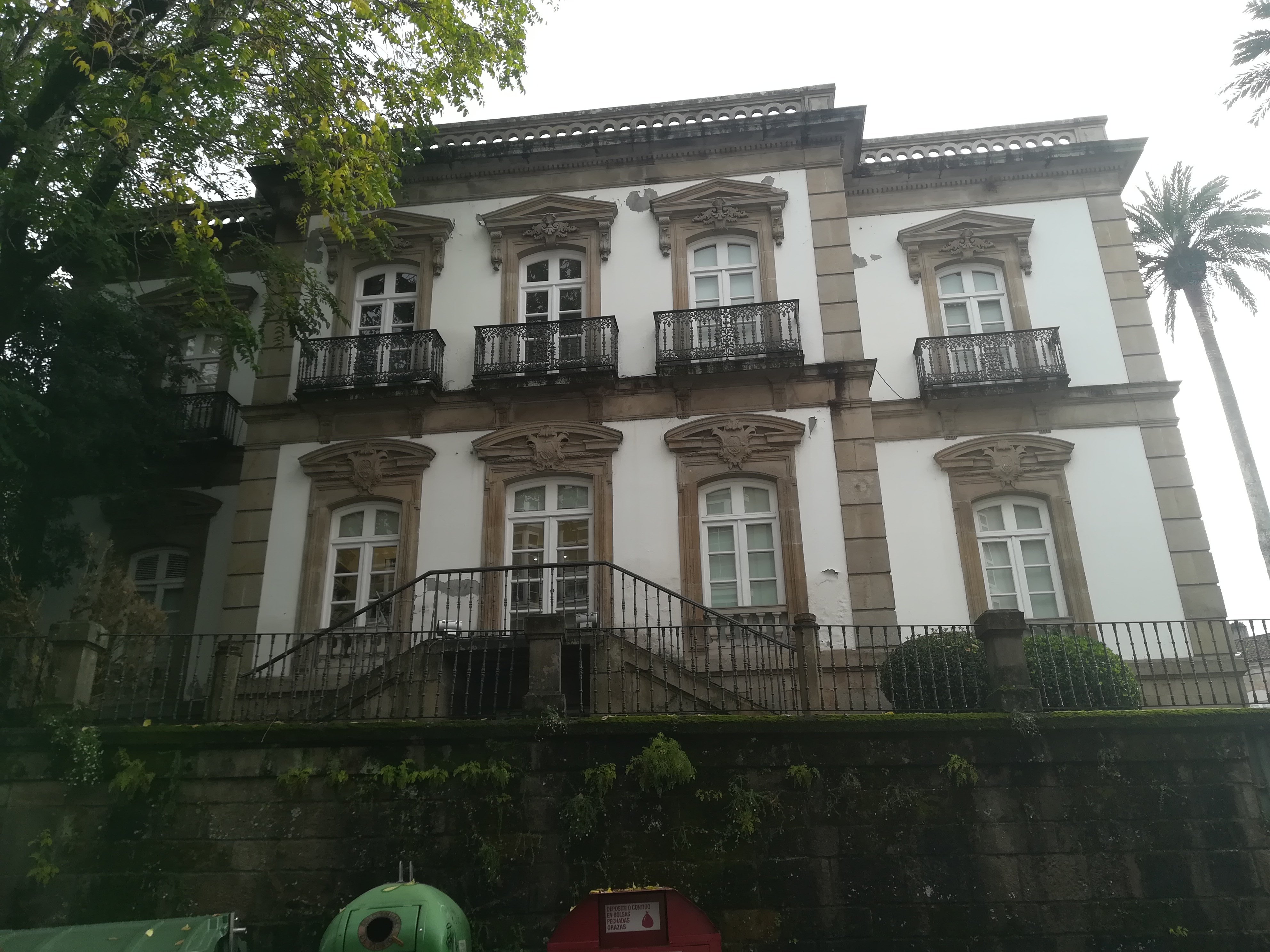
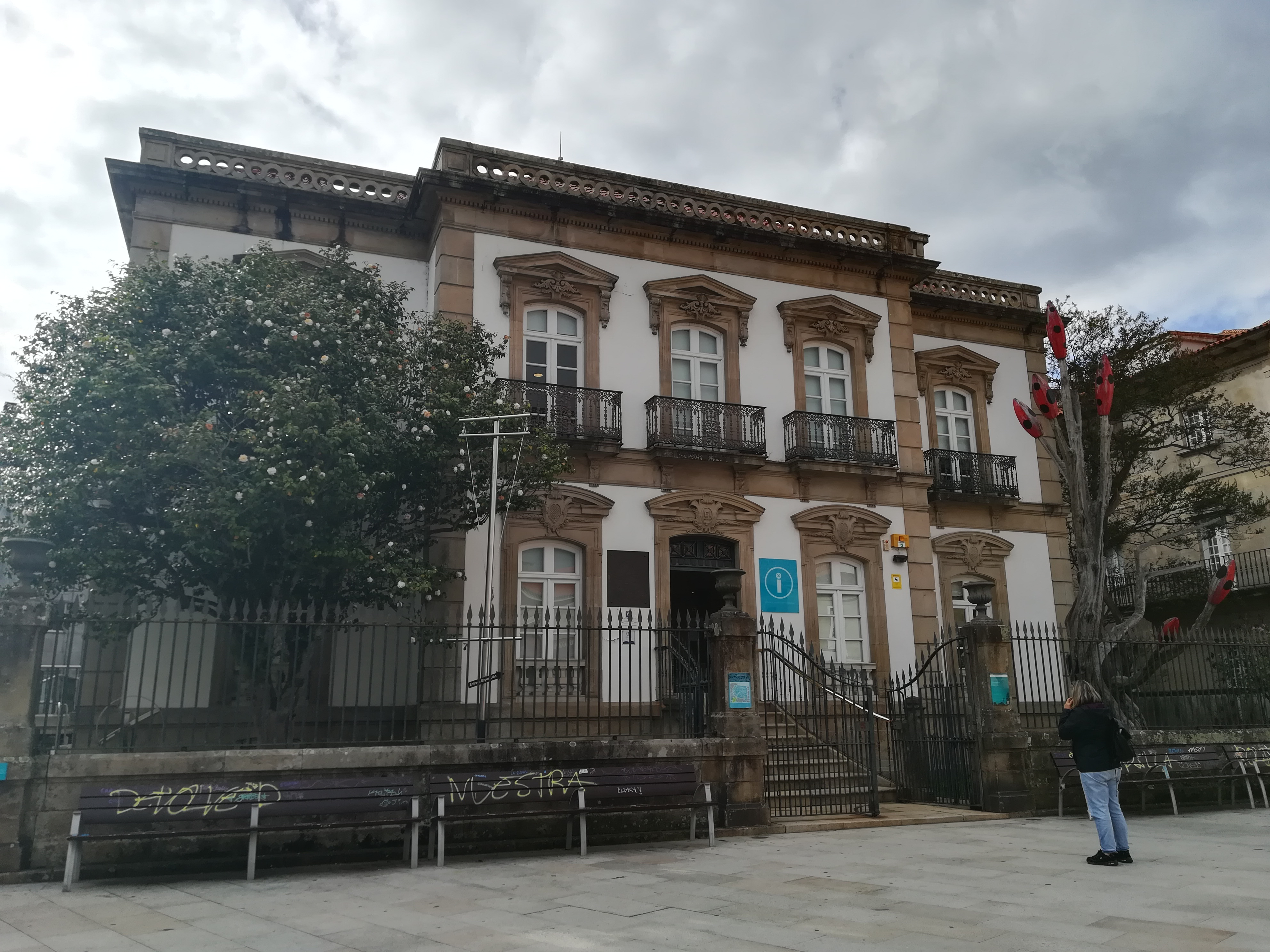
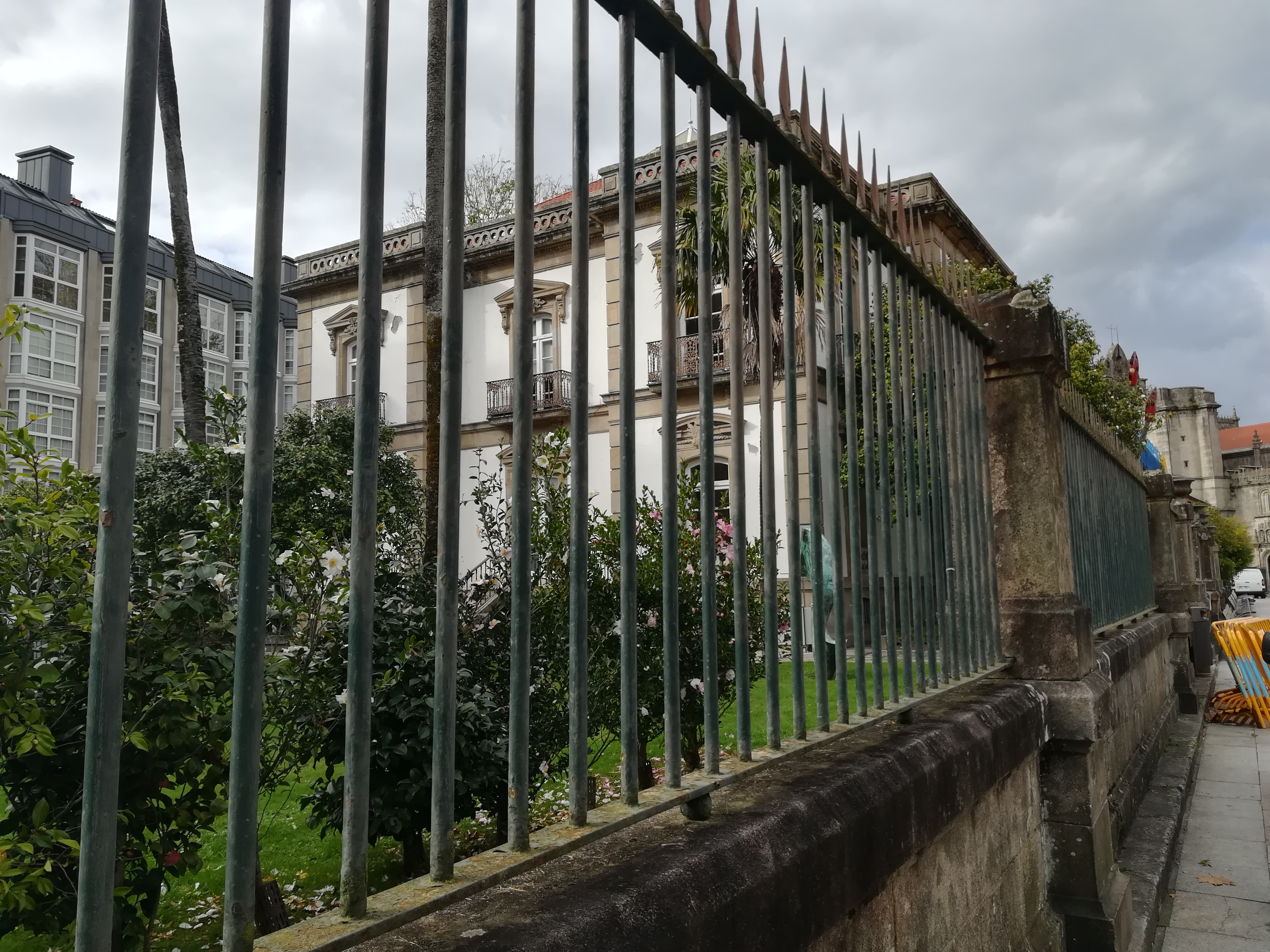
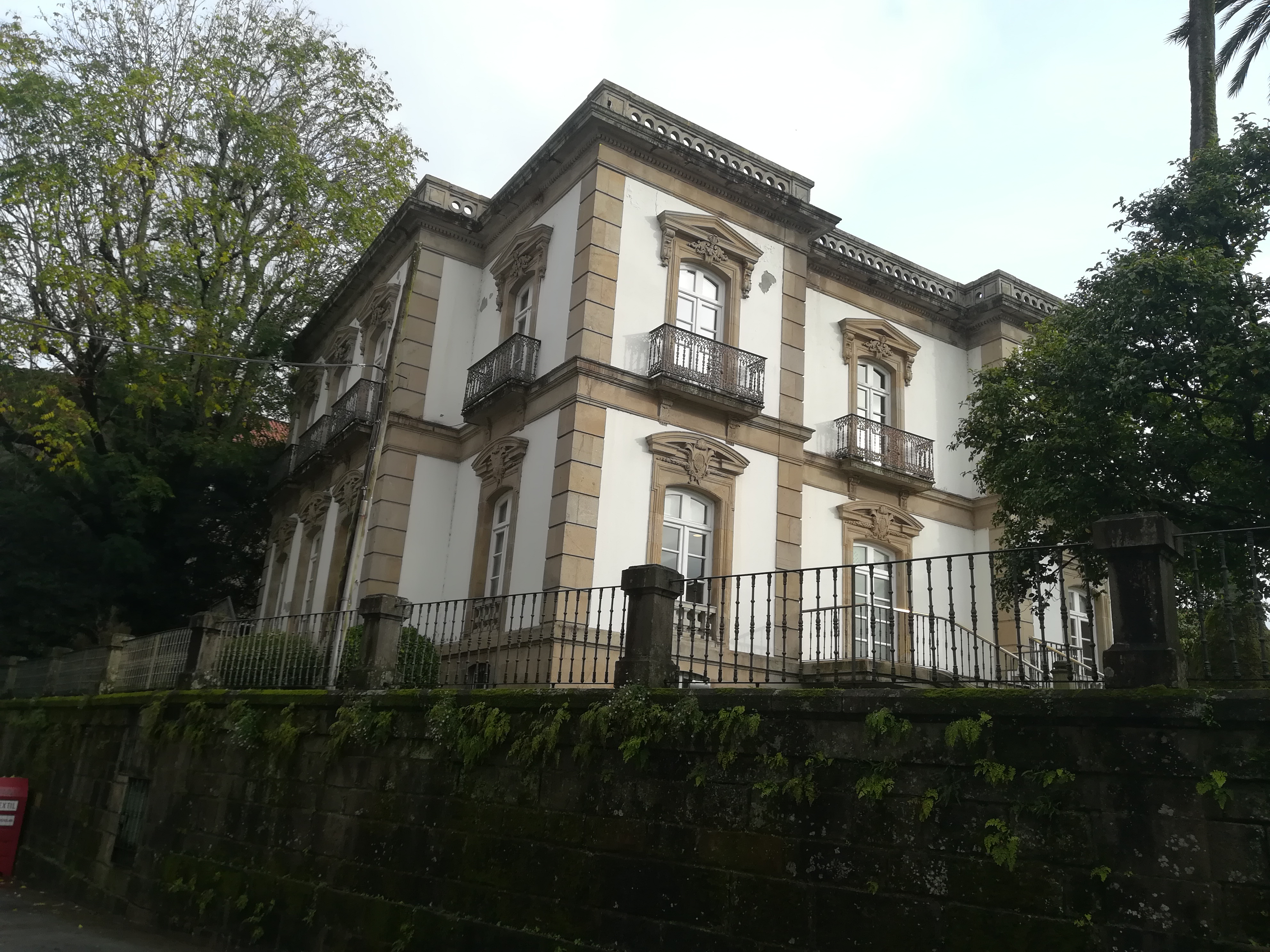
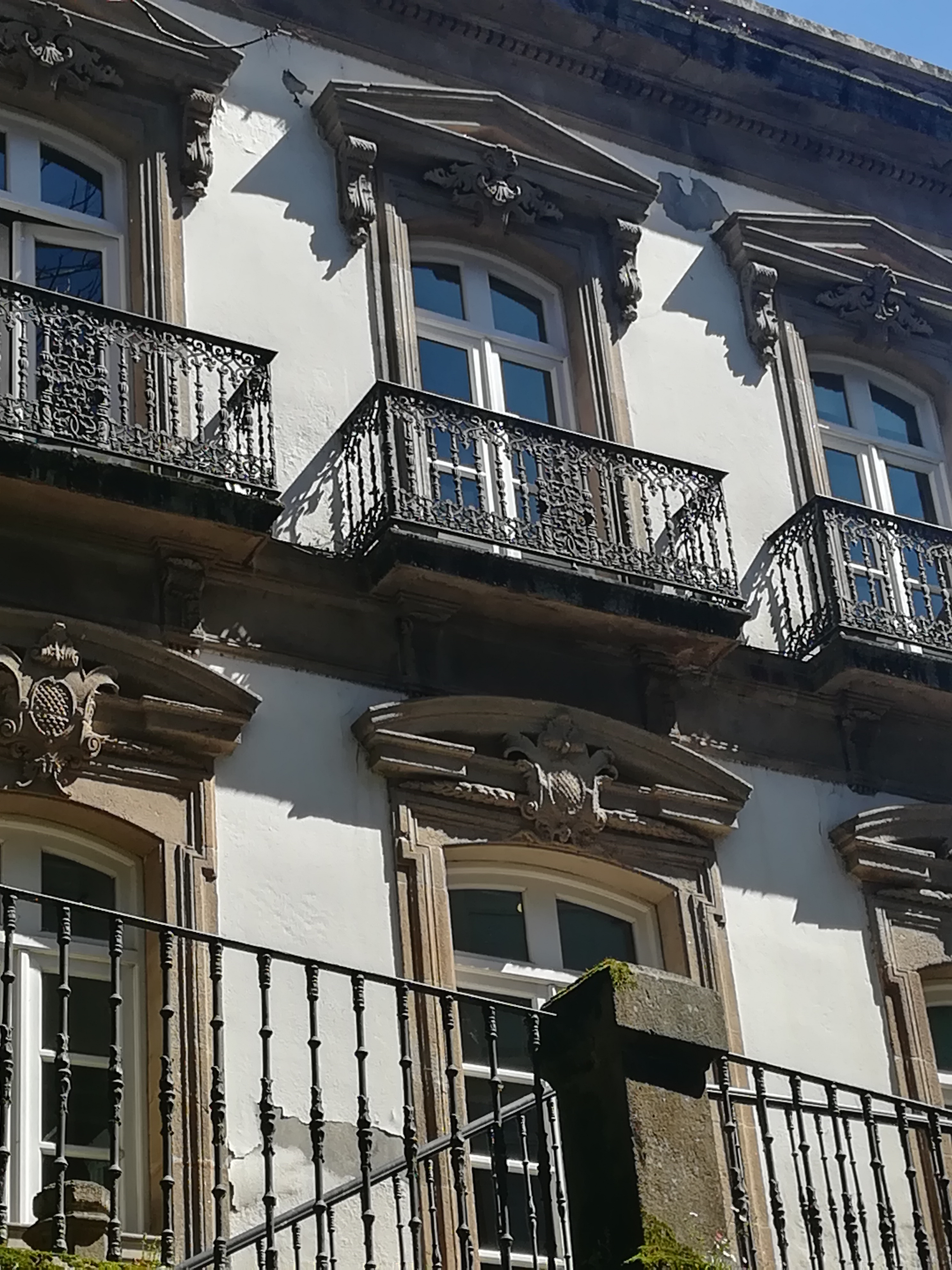